# Recensământ
Recensământul este o operație administrativă care constă în înregistrarea statistică a datelor supuse observării, spre exemplu: populația, animalele, vehiculele, etc. dintr-o țară sau dintr-o regiune dată.

## Scopul
Scopul recensământului este obținerea de date statistice privind numărul și distribuția teritorială a populației, a structurilor sale demografice și socio-economice, date referitoare la gospodăriile populației, precum și a condițiilor de locuit a populației țării, date asupra veniturilor populației și altele. Datele care se obțin în urma recensământului depind într-o măsură directă de întrebările care sunt incluse în chestionarele de recensământ, care pot fi diferite de la un stat la altul în dependență de informația care necesită a fi obținută în cadrul recensământului.

## Recensămintele în antichitate și evul mediu
Unul din cele mai timpurii recensăminte, atestat documentar, a avut loc în anii 500 - 499 î.e.n. de către militarii Imperiului Persan în scopul înregistrării pământurilor existente și impozitării.
Roma a organizat recensăminte pentru a determina taxele.
În Biblie sunt relatate istorii care cuprind informații despre câteva recensăminte. Se descrie un recensământ care avut loc când Moise a scos pe israeliți din Egipt. Un alt recensământ, efectuat mai târziu, a fost organizat de regele David al Israelului și se referea la "numărarea populației", implicând retribuția divină. Un recensământ roman este, de asemenea, menționat în unul din binele cunoscute pasaje ale Bibliei și anume în Evanghelia lui Luca (2.1 - 2.5).
Cel mai vechi recensământ, ale cărui date s-au păstrat, a avut loc în China, în perioada dinastiei lui Han. Efectuat în anul 2 e.n., este considerat de specialiști destul de exact. Numărul populației determinat prin recensământul dat era de 57,5 milioane persoane, cel mai numeros stat pentru acele timpuri. Al doilea recensământ păstrat este, de asemenea, datat în perioada dinastiei Han și a fost efectuat în anul 140 e.n., prin care au fost înregistrate în jur de 48 milioane de persoane.

## Recensăminte în România
În România s-au făcut, până acum, 14 recensăminte naționale (în 1838 , 1859 , 1899 , 1912, 1930, 1941, 1948, 1956, 1966, 1977, 1992, 2002, 2011 și 2022).

### Recensământul din 1838
Recensământul din 1838, primul recensământ din Țările Române, a fost inițiat de guvernatorii militari ruși din perioada Regulamentelor Organice.
Toată acțiunea a fost organizată cu o rigurozitate deosebită. Ispravnicii Agiei au fost instruiți cu scrupulozitate. Ei trebuiau însoțiți în cercetarea din teren de preotul paroh și de șase cetățeni plătitori de biruri, ca garanție a faptului că datele ce urmau a fi culese sunt adevărate.
Datele care urmau a fi culese erau deosebit de complexe. Pentru fiecare familie trebuiau completate câte 24 de rubrici care cuprindeau, la rândul lor, mai multe subrubrici. În total, în multe cazuri, cei recenzați trebuiau să răspundă la nu mai puțin de 144 de întrebări! Răspunsurile erau consemnate riguros în catastifele oficiale, chiar pe loc. Pe lângă date precum numele, prenumele și vârsta, starea civilă și naționalitatea, apar rubrici referitoare la numărul de animale deținute, pe categorii. Așa se face că recenzorii întrebau nu numai despre vaci, bivoli, capre, oi, porci, dar și despre numărul de câini.
În 2002 s-au efectuat două recensăminte diferite:

### Recensământul populației și locuințelor (18 martie 2002)
După prelucrarea formularelor de bază, și anume a chestionarelor individuale de recensământ, s-au obținut informații detaliate despre:
- populația legală,
- populația stabilă pe grupe de vârstă și sexe,
- populația după starea civilă;
- migrația populației;
- numărul de gospodării și structura acestora;
- distribuția populației după nivelul de pregătire, precum și după școala pe care o urmează;
- distribuția populației după participarea la activitatea economică;
- distribuția populației ocupate pe ocupații și pe profesii;
- șomajul și durata acestuia;
- numărul de construcții de locuit și distribuția acestora după anul construcției și după materialul din care este construită, după numărul de locuințe din clădire;
- dotarea locuințelor și multe altele.

### Recensământul General Agricol (decembrie 2002 - ianuarie 2003)
Un astfel de recensământ nu a mai avut loc din anul 1948. A devenit necesar datorită schimbărilor intervenite ca urmare a aplicării Legii Fondului Funciar (Legea 18/1990), ce impunea necesitatea cunoașterii structurii agriculturii și a potențialului agricol existent.
Obiectul recensământului l-a constituit culegerea datelor privind:
- identificarea în teritoriu a unităților și statutul juridic al acestora;
- utilizarea terenurilor pe forme de administrare;
- suprafețele agricole cultivate, plantațiile vitipomicole;
- irigațiile;
- fertilizările;
- combaterea dăunătorilor;
- efectivele de animale și păsări;
- utilajele și mașinile agricole;
- construcțiile cu destinație agricolă;
- forța de muncă;
- activitățile neagricole desfășurate în unitățile recenzate;
- valorificarea produselor agricole;
- agricultura ecologică.

Informațiile obținute au scopul de a asigura:
- completarea și actualizarea ansamblului datelor statistice asupra agriculturii românești privind modul de utilizare a terenurilor agricole, efectivelor de animale, forța de muncă, dotarea cu mașini și utilaje agricole, etc.
- asigurarea necesarului de date statistice care să reflecte schimbările intervenite în structura agriculturii, ca urmare a procesului de privatizare (numărul, tipologia și dimensiunile exploatațiilor);
- obținerea de date statistice în profil teritorial (la nivel de județ, comună, sat), date ce nu pot fi obținute cu ajutorul anchetelor prin sondaj;
- constituirea unei baze de date ce va permite organizarea unui sistem de cercetări statistice selective în perioadele intercensitare, indispensabile statisticii agricole curente.

### Recensământul populației și al locuințelor din România din 20-31 octombrie 2011[3]
- Populația stabilă: 20.121.641 persoane, din care 10.333.064 femei (51,4%)
- Gospodării: 7,1 milioane (7.086.717) gospodării
- Locuințe (inclusiv alte unități de locuit): 8,5 milioane locuințe (din care: 8.450.607 locuințe convenționale și 8.149 alte unități de locuit)
- Clădiri: 5,1 milioane clădiri  (5.117.940 clădiri din care: 5.103.013 clădiri cu locuințe și 14.927 clădiri cu spații colective de locuit)